# Manuel Samaniego Barriga

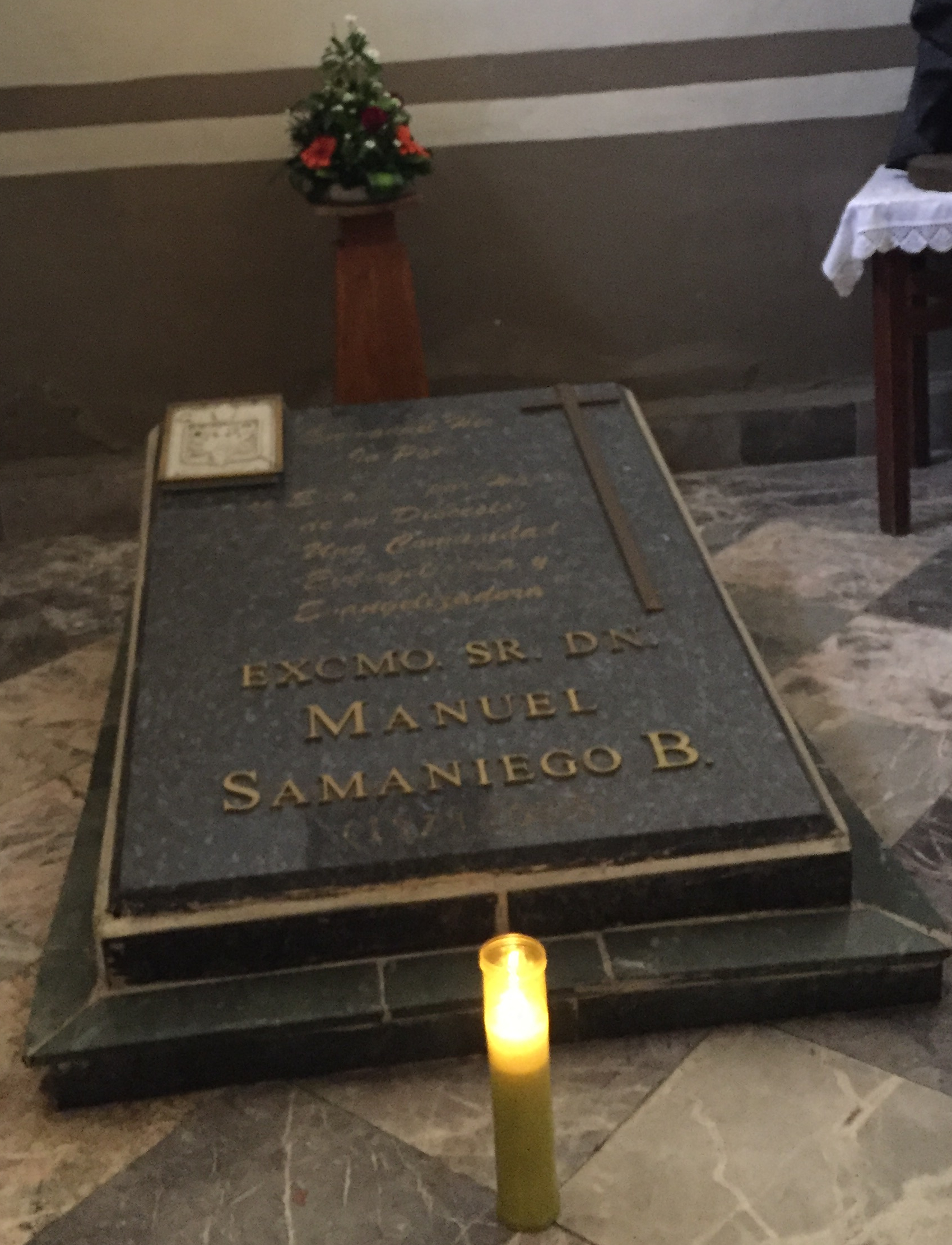
Grab von Manuel Samaniego Barriga

Manuel Samaniego Barriga (* 10. Oktober 1930 in Angamacatiro; † 26. Juni 2005) war ein mexikanischer Geistlicher und römisch-katholischer Bischof von Cuautitlán.

## Leben
Manuel Samaniego Barriga empfing am 19. Dezember 1953 das Sakrament der Priesterweihe.
Am 30. April 1969 ernannte ihn Papst Paul VI. zum Titularbischof von Cures Sabinorum und zum Weihbischof in Saltillo. Der Bischof von Saltillo, Luis Guízar y Barragán, spendete ihm am 6. August desselben Jahres in der Kathedrale von Saltillo die Bischofsweihe; Mitkonsekratoren waren der Bischof von Ciudad Victoria, José de Jesús Tirado Pedraza, und der Koadjutorerzbischof von Morelia, Manuel Martín del Campo Padilla.
Am 11. Januar 1971 wurde er zum Bischof von Ciudad Altamirano ernannt. Papst Johannes Paul II. ernannte ihn am 5. Februar 1979 zum ersten Bischof des mit gleichem Datum errichteten Bistums Cuautitlán.
Manuel Samaniego Barriga starb am 26. Juni 2005 im Alter von 74 Jahren und wurde in der Kathedrale von Cuautitlán beigesetzt.